# Les Silences de Johnny
Pour plus de détails, voir Fiche technique et Distribution.
Les Silences de Johnny est un film français réalisé par Pierre-William Glenn et projeté en 2019 à Paris au Royal Monceau et au Festival de Cannes dans la catégorie Cannes Classics .

## Synopsis
Film documentaire, Les Silences de Johnny est un hommage à Johnny Hallyday où sa carrière d'acteur est réhabilitée. Pierre-William Glenn déclare que "Johnny a été jusqu’à me dire que le cinéma était son (seul) endroit de liberté".

## Fiche technique
- Réalisation : Pierre-William Glenn
- Production : Pierre-William Glenn
- Photo : Nara Kéo Kosal
- Ingénieur du son : Adriano Vérone
- Montage : Baptiste Aubert
- Remerciements : Christiane Tranchant, Philippe Binant, Viviane Mikhalkov
- Format : couleur - cinéma numérique - 1.78:1
- Son : 2.0
- Genre : documentaire
- Langue : français
- Distributeur : LCJ
- Pays d'origine :  France
- Projections : 
  - Paris, Le Royal Monceau, 10 mai 2019
  - Festival de Cannes, Cannes Classics, 14-25 mai 2019

## Distribution
- Michel Drucker
- Pierre-William Glenn
- Robert Hossein
- Claude Lelouch
- Eddy Mitchell